# Gales en la Copa Mundial de Rugby de 1999
Los Dragones rojos fueron locales y una de las 20 naciones participantes de la Copa Mundial de Rugby de 1999.

## Plantel

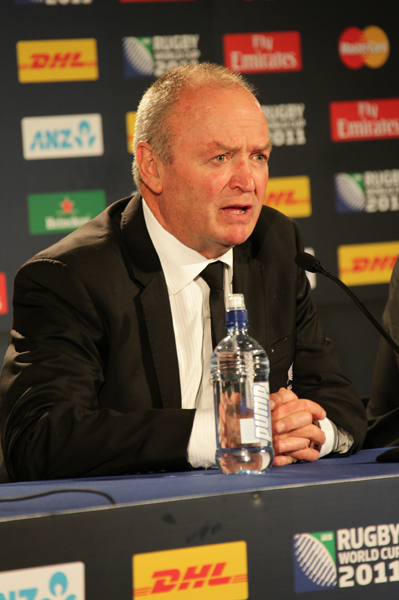
El kiwi Henry fue el técnico.

Las edades son a la fecha del último partido de Gales (23 de octubre de 1999).
|                          | Jugador            | Edad    | Posición      | Tests | Equipo             |
| ------------------------ | ------------------ | ------- | ------------- | ----- | ------------------ |
| Hookers y Pilares        |                    |         |               |       |                    |
|                          | Ben Evans          | 24 años | Pilar         | 7     | Swansea RFC        |
|                          | Jonathan Humphreys | 30 años | Hooker        | 32    | Cardiff RFC        |
| 2                        | Garin Jenkins      | 33 años | Hooker        | 46    | Cardiff RFC        |
|                          | Andrew Lewis       | 26 años | Pilar         | 19    | Cardiff RFC        |
| 1                        | Peter Rogers       | 30 años | Pilar         | 8     | Newport RFC        |
| 3                        | Dai Young          | 32 años | Pilar         | 35    | Cardiff RFC        |
| Segundas líneas          |                    |         |               |       |                    |
|                          | Gareth Llewellyn   | 30 años | Segunda línea | 63    | Harlequins FC      |
| 4                        | Craig Quinnell     | 24 años | Segunda línea | 17    | Cardiff Rugby      |
|                          | Mike Voyle         | 29 años | Segunda línea | 19    | Cardiff RFC        |
| 5                        | Chris Wyatt        | 26 años | Segunda línea | 14    | Scarlets           |
| Alas y Octavos           |                    |         |               |       |                    |
| 6                        | Colin Charvis      | 26 años | Ala           | 23    | Swansea RFC        |
|                          | Geraint Lewis      | 25 años | Octavo        | 4     | Pontypridd RFC     |
| 8                        | Scott Quinnell     | 27 años | Octavo        | 30    | Scarlets           |
| 7                        | Brett Sinkinson    | 27 años | Ala           | 7     | Neath RFC          |
|                          | Martyn Williams    | 24 años | Ala           | 11    | Cardiff RFC        |
| Medios scrums            |                    |         |               |       |                    |
| 9                        | Rob Howley         | 29 años | Medio scrum   | 36    | Cardiff RFC        |
|                          | David Llewellyn    | 29 años | Medio scrum   | 3     | Newport RFC        |
| Aperturas y Centros      |                    |         |               |       |                    |
|                          | Allan Bateman      | 34 años | Centro        | 20    | Northampton Saints |
|                          | Neil Boobyer       | 27 años | Centro        | 7     | Llanelli RFC       |
|                          | Leigh Davies       | 23 años | Centro        | 19    | Cardiff RFC        |
| 12                       | Scott Gibbs        | 28 años | Centro        | 41    | Swansea RFC        |
| 10                       | Neil Jenkins       | 28 años | Apertura      | 69    | Cardiff RFC        |
|                          | Stephen Jones      | 21 años | Apertura      | 2     | Llanelli RFC       |
| 13                       | Mark Taylor        | 26 años | Centro        | 16    | Swansea RFC        |
| Fullbacks y Wings        |                    |         |               |       |                    |
| 15                       | Shane Howarth      | 31 años | Fullback      | 12    | Newport RFC        |
| 11                       | Dafydd James       | 24 años | Wing          | 20    | Llanelli RFC       |
|                          | Jason Jones-Hughes | 23 años | Wing          | 0     | Newport RFC        |
|                          | Kevin Morgan       | 22 años | Fullback      | 8     | Swansea RFC        |
| 14                       | Gareth Thomas      | 25 años | Wing          | 36    | Cardiff RFC        |
|                          | Nick Walne         | 24 años | Wing          | 3     | Pontypridd RFC     |
| Entrenador: Graham Henry |                    |         |               |       |                    |

## Participación
Gales integró el grupo D junto al por entonces débil Japón, los complicados Pumas y la dura Samoa.
El partido inaugural se batió con Argentina, del entrenador neozelandés Alex Wyllie y los representantes: Roberto Grau, la promesa Alejandro Allub, Santiago Phelan, Agustín Pichot, el capitán Lisandro Arbizu y Diego Albanese.

### Fase final
Los cuartos de final los cruzó ante los Wallabies del técnico Rod Macqueen, quien diagramó: Andrew Blades, el capitán John Eales, David Wilson, George Gregan, la estrella Tim Horan y Joe Roff. Pese al público ensordecedor, los galeses no lograron quebrar al mejor equipo del torneo y eventuales campeones del Mundo.